# Formel-1-Weltmeisterschaft 1999

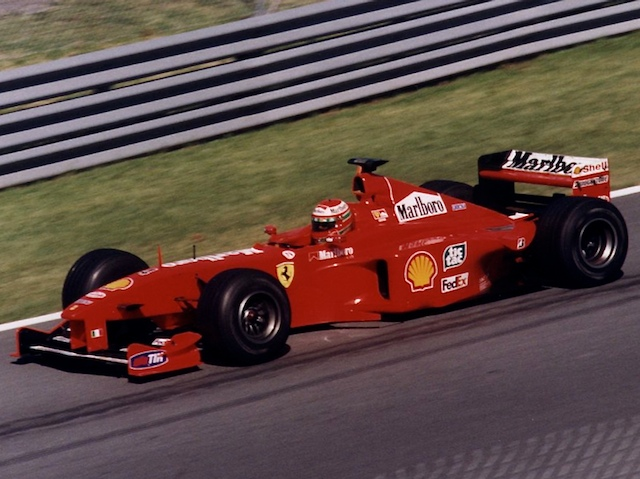
Nach Schumachers Unfall erster Herausforderer von Häkkinen: Eddie Irvine im Ferrari F399 beim GP Kanada 1999

Die Formel-1-Weltmeisterschaft 1999 war die 50. Saison der Formel-1-Weltmeisterschaft. Sie wurde über 16 Rennen in der Zeit vom 7. März 1999 bis zum 31. Oktober 1999 ausgetragen.
Titelverteidiger Mika Häkkinen gelang es zum zweiten Mal die Fahrerweltmeisterschaft zu gewinnen. McLaren konnte den Konstrukteurstitel dagegen nicht verteidigen – Ferrari gewann zum ersten Mal seit 16 Jahren. Ferrari-Pilot Michael Schumacher fiel im Titelduell nach seinem Unfall in Silverstone beim Großen Preis von Großbritannien aus und musste für sechs Rennen pausieren.

## Änderungen 1999

### Reglement
Das technische Reglement verbot nunmehr biegsame Flügelkonstruktionen und erhöhte die Anzahl der Rillen im Profil der Vorderreifen von drei auf vier. Weitere Änderungen betrafen die Sicherheit: Vorgeschrieben waren zusätzliche Befestigungen für die Radaufhängungen und im Ganzen entfernbare Fahrersitze und Kopfstützen. Zudem wurden die Regelungen für Crashtests verschärft.

### Strecken
Neu im Kalender war der Große Preis von Malaysia auf dem Sepang International Circuit, der als vorletztes Saisonrennen abgehalten wurde. Hierfür entfiel der Große Preis von Argentinien.
Das Grand-Prix-Rennen auf dem Nürburgring wurde nach zwei Ausgaben als Großer Preis von Luxemburg nun wieder unter dem Titel Großer Preis von Europa abgehalten. Daneben tauschten der Große Preis von Spanien und der Große Preis von Monaco erneut ihre Positionen im Rennkalender – letzterer fand nun wieder vor ersterem statt.

### Teams
Das vormalige Tyrrell-Team wurde, nachdem es bereits im Dezember 1997 an British American Tobacco verkauft worden war, nun in British American Racing (BAR) umbenannt. Weitere Veränderungen im Teilnehmerfeld gab es nicht.

### Motoren
Nachdem Tyrrell in der Vorsaison noch Ford-Motoren verwendet hatte, trat BAR stattdessen mit Motoren von Supertec an. Dieses Unternehmen trat die Nachfolge von Mecachrome an, das im Vorjahr die Renault-Motoren eigenverantwortlich weiterentwickelt hatte, und belieferte wie zuvor Williams und Benetton. Der Benetton-Motor wurde dabei erneut unter dem Sponsorennamen Playlife gemeldet.

### Reifen
Goodyear zog sich nach dem Ende der Saison 1998 als Reifenlieferant zurück. Nunmehr wurden alle Teams mit Bridgestone-Reifen ausgerüstet.

### Fahrer
Jacques Villeneuve, Weltmeister von 1997, sorgte für Aufsehen, indem er Williams verließ und stattdessen zum mehrheitlich als „neu“ angesehenen BAR-Team wechselte. Neben Villeneuve debütierte dort mit Ricardo Zonta der amtierende Weltmeister der FIA-GT-Meisterschaft. Villeneuves Platz bei Williams wurde von Rückkehrer Alessandro Zanardi eingenommen, der letztmals 1994 in der Formel 1 angetreten war. Durch den Tausch von Heinz-Harald Frentzen, der zu Jordan ging und dafür durch den vormaligen Jordan-Fahrer Ralf Schumacher ersetzt wurde, stellte sich Williams ebenfalls komplett neu auf.
Johnny Herbert wechselte von Sauber zu Stewart, wo Jos Verstappen und Jan Magnussen zunächst keine neue Chance bekamen. Herberts Platz bei Sauber nahm der vormalige Arrows-Fahrer Pedro Diniz ein. Arrows verzichtete zudem auf den Einsatz des erfahrenen Mika Salo und stellte sich komplett neu auf, musste dabei allerdings aus finanziellen Gründen auf die Paydriver Toranosuke Takagi und Pedro de la Rosa zurückgreifen. Komplett neu war auch das Fahrerduo bei Minardi, das aus dem Debütanten Marc Gené und dem Rückkehrer Luca Badoer bestand.
Bei den Spitzenteams Ferrari und McLaren erfolgten vorerst keine Umbesetzungen, ebenso bei Benetton und Prost.
Mika Salo erhielt sehr bald nach Saisonbeginn doch noch Gelegenheiten zur Rennteilnahme. Nachdem sich Zonta beim Training zu seinem Heimrennen verletzt hatte, ersetzte Salo den Brasilianer für drei Rennen. Weiter wurde Salo nach Michael Schumachers Verletzung bei einem Unfall in Silverstone von Ferrari unter Vertrag genommen und fuhr bis zu dessen Genesung sechs Rennen für die Scuderia. Die einzige weitere Umbesetzung während der Saison erfolgte bei Minardi, wo Stéphane Sarrazin in Brasilien Luca Badoer vertrat.

## Teams und Fahrer
| Foto           | Team                         | Chassis        | Motor                 | Reifen | Nr. | Stammfahrer           | Rennen      | Test-/ Ersatzfahrer         |
| -------------- | ---------------------------- | -------------- | --------------------- | ------ | --- | --------------------- | ----------- | --------------------------- |
| McLaren MP4/14 | West McLaren Mercedes        | McLaren MP4/14 | Mercedes-Benz 3.0 V10 | B      | 1   | Mika Häkkinen         | 1–16        | Nick Heidfeld Darren Turner |
| McLaren MP4/14 | West McLaren Mercedes        | McLaren MP4/14 | Mercedes-Benz 3.0 V10 | B      | 2   | David Coulthard       | 1–16        | Nick Heidfeld Darren Turner |
| Ferrari F399   | Scuderia Ferrari Marlboro    | Ferrari F399   | Ferrari 3.0 V10       | B      | 3   | Michael Schumacher    | 1–8, 15, 16 | Luca Badoer Mika Salo       |
| Ferrari F399   | Scuderia Ferrari Marlboro    | Ferrari F399   | Ferrari 3.0 V10       | B      | 3   | Mika Salo             | 9–14        | Luca Badoer Mika Salo       |
| Ferrari F399   | Scuderia Ferrari Marlboro    | Ferrari F399   | Ferrari 3.0 V10       | B      | 4   | Eddie Irvine          | 1–16        | Luca Badoer Mika Salo       |
| Williams FW21  | Winfield Williams            | Williams FW21  | Supertec 3.0 V10      | B      | 5   | Alessandro Zanardi    | 1–16        | Bruno Junqueira             |
| Williams FW21  | Winfield Williams            | Williams FW21  | Supertec 3.0 V10      | B      | 6   | Ralf Schumacher       | 1–16        | Bruno Junqueira             |
| Jordan 199     | Benson and Hedges Jordan     | Jordan 199     | Mugen-Honda 3.0 V10   | B      | 7   | Damon Hill            | 1–16        | Tomáš Enge Shinji Nakano    |
| Jordan 199     | Benson and Hedges Jordan     | Jordan 199     | Mugen-Honda 3.0 V10   | B      | 8   | Heinz-Harald Frentzen | 1–16        | Tomáš Enge Shinji Nakano    |
| Benetton B199  | Mild Seven Benetton Playlife | Benetton B199  | Playlife 3.0 V10      | B      | 9   | Giancarlo Fisichella  | 1–16        | Laurent Rédon               |
| Benetton B199  | Mild Seven Benetton Playlife | Benetton B199  | Playlife 3.0 V10      | B      | 10  | Alexander Wurz        | 1–16        | Laurent Rédon               |
| Sauber C18     | Red Bull Sauber Petronas     | Sauber C18     | Petronas 3.0 V10      | B      | 11  | Jean Alesi            | 1–16        | n/a                         |
| Sauber C18     | Red Bull Sauber Petronas     | Sauber C18     | Petronas 3.0 V10      | B      | 12  | Pedro Diniz           | 1–16        | n/a                         |
| Arrows A20     | Repsol Arrows F1 Team        | Arrows A20     | Arrows 3.0 V10        | B      | 14  | Pedro de la Rosa      | 1–16        | Stephen Watson              |
| Arrows A20     | Repsol Arrows F1 Team        | Arrows A20     | Arrows 3.0 V10        | B      | 15  | Toranosuke Takagi     | 1–16        | Stephen Watson              |
| Steward SF3    | HSBC Stewart Ford            | Stewart SF3    | Ford Cosworth 3.0 V10 | B      | 16  | Rubens Barrichello    | 1–16        | Luciano Burti               |
| Steward SF3    | HSBC Stewart Ford            | Stewart SF3    | Ford Cosworth 3.0 V10 | B      | 17  | Johnny Herbert        | 1–16        | Luciano Burti               |
| Prost AP02     | Gauloises Prost Peugeot      | Prost AP02     | Peugeot 3.0 V10       | B      | 18  | Olivier Panis         | 1–16        | Stéphane Sarrazin           |
| Prost AP02     | Gauloises Prost Peugeot      | Prost AP02     | Peugeot 3.0 V10       | B      | 19  | Jarno Trulli          | 1–16        | Stéphane Sarrazin           |
| Minardi M01    | Fondmetal Minardi Ford       | Minardi M01    | Ford 3.0 V10          | B      | 20  | Luca Badoer           | 1, 3–16     | Gastón Mazzacane            |
| Minardi M01    | Fondmetal Minardi Ford       | Minardi M01    | Ford 3.0 V10          | B      | 20  | Stéphane Sarrazin     | 2           | Gastón Mazzacane            |
| Minardi M01    | Fondmetal Minardi Ford       | Minardi M01    | Ford 3.0 V10          | B      | 21  | Marc Gené             | 1–16        | Gastón Mazzacane            |
| BAR 01         | British American Racing      | BAR 01         | Supertec 3.0 V10      | B      | 22  | Jacques Villeneuve    | 1–16        | Patrick Lemarié             |
| BAR 01         | British American Racing      | BAR 01         | Supertec 3.0 V10      | B      | 23  | Ricardo Zonta         | 1, 2, 6–16  | Patrick Lemarié             |
| BAR 01         | British American Racing      | BAR 01         | Supertec 3.0 V10      | B      | 23  | Mika Salo             | 3–5         | Patrick Lemarié             |

## Rennkalender
| Nr. | Datum         | Grand Prix (Strecke)         | Distanz (km) | Sieger                                     | Zweiter                                    | Dritter                                    | Pole- Position                             | Schnellste Rennrunde                | Gesamtführender Fahrer           | Gesamtführender Konstrukteur |
| --- | ------------- | ---------------------------- | ------------ | ------------------------------------------ | ------------------------------------------ | ------------------------------------------ | ------------------------------------------ | ----------------------------------- | -------------------------------- | ---------------------------- |
| 01  | 7. März       | Australien (Melbourne)       | 302,271      | Eddie Irvine (Ferrari)                     | Heinz-Harald Frentzen (Jordan-Mugen-Honda) | Ralf Schumacher (Williams-Supertec)        | Mika Häkkinen (McLaren-Mercedes)           | Michael Schumacher (Ferrari)        | Eddie Irvine (Ferrari)           | Ferrari                      |
| 02  | 11. April     | Brasilien (São Paulo)        | 309,024      | Mika Häkkinen (McLaren-Mercedes)           | Michael Schumacher (Ferrari)               | Heinz-Harald Frentzen (Jordan-Mugen-Honda) | Mika Häkkinen (McLaren-Mercedes)           | Mika Häkkinen (McLaren-Mercedes)    | Eddie Irvine (Ferrari)           | Ferrari                      |
| 03  | 2. Mai        | San Marino (Imola)           | 305,660      | Michael Schumacher (Ferrari)               | David Coulthard (McLaren-Mercedes)         | Rubens Barrichello (Stewart-Ford)          | Mika Häkkinen (McLaren-Mercedes)           | Michael Schumacher (Ferrari)        | Michael Schumacher (Ferrari)     | Ferrari                      |
| 04  | 16. Mai       | Monaco (Monte Carlo)         | 262,626      | Michael Schumacher (Ferrari)               | Eddie Irvine (Ferrari)                     | Mika Häkkinen (McLaren-Mercedes)           | Mika Häkkinen (McLaren-Mercedes)           | Mika Häkkinen (McLaren-Mercedes)    | Michael Schumacher (Ferrari)     | Ferrari                      |
| 05  | 30. Mai       | Spanien (Montmeló)           | 307,196      | Mika Häkkinen (McLaren-Mercedes)           | David Coulthard (McLaren-Mercedes)         | Michael Schumacher (Ferrari)               | Mika Häkkinen (McLaren-Mercedes)           | Michael Schumacher (Ferrari)        | Michael Schumacher (Ferrari)     | Ferrari                      |
| 06  | 13. Juni      | Kanada (Montréal)            | 305,049      | Mika Häkkinen (McLaren-Mercedes)           | Giancarlo Fisichella (Benetton-Playlife)   | Eddie Irvine (Ferrari)                     | Michael Schumacher (Ferrari)               | Eddie Irvine (Ferrari)              | Mika Häkkinen (McLaren-Mercedes) | Ferrari                      |
| 07  | 27. Juni      | Frankreich (Magny-Cours)     | 305,814      | Heinz-Harald Frentzen (Jordan-Mugen-Honda) | Mika Häkkinen (McLaren-Mercedes)           | Rubens Barrichello (Stewart-Ford)          | Rubens Barrichello (Stewart-Ford)          | David Coulthard (McLaren-Mercedes)  | Mika Häkkinen (McLaren-Mercedes) | Ferrari                      |
| 08  | 11. Juli      | Großbritannien (Silverstone) | 308,296      | David Coulthard (McLaren-Mercedes)         | Eddie Irvine (Ferrari)                     | Ralf Schumacher (Williams-Supertec)        | Mika Häkkinen (McLaren-Mercedes)           | Mika Häkkinen (McLaren-Mercedes)    | Mika Häkkinen (McLaren-Mercedes) | Ferrari                      |
| 09  | 25. Juli      | Österreich (Spielberg)       | 306,649      | Eddie Irvine (Ferrari)                     | David Coulthard (McLaren-Mercedes)         | Mika Häkkinen (McLaren-Mercedes)           | Mika Häkkinen (McLaren-Mercedes)           | Mika Häkkinen (McLaren-Mercedes)    | Mika Häkkinen (McLaren-Mercedes) | Ferrari                      |
| 10  | 1. August     | Deutschland (Hockenheim)     | 307,035      | Eddie Irvine (Ferrari)                     | Mika Salo (Ferrari)                        | Heinz-Harald Frentzen (Jordan-Mugen-Honda) | Mika Häkkinen (McLaren-Mercedes)           | David Coulthard (McLaren-Mercedes)  | Eddie Irvine (Ferrari)           | Ferrari                      |
| 11  | 15. August    | Ungarn (Mogyoród)            | 305,921      | Mika Häkkinen (McLaren-Mercedes)           | David Coulthard (McLaren-Mercedes)         | Eddie Irvine (Ferrari)                     | Mika Häkkinen (McLaren-Mercedes)           | David Coulthard (McLaren-Mercedes)  | Eddie Irvine (Ferrari)           | Ferrari                      |
| 12  | 29. August    | Belgien (Spa-Francorchamps)  | 306,592      | David Coulthard (McLaren-Mercedes)         | Mika Häkkinen (McLaren-Mercedes)           | Heinz-Harald Frentzen (Jordan-Mugen-Honda) | Mika Häkkinen (McLaren-Mercedes)           | Mika Häkkinen (McLaren-Mercedes)    | Mika Häkkinen (McLaren-Mercedes) | McLaren-Mercedes             |
| 13  | 12. September | Italien (Monza)              | 305,810      | Heinz-Harald Frentzen (Jordan-Mugen-Honda) | Ralf Schumacher (Williams-Supertec)        | Mika Salo (Ferrari)                        | Mika Häkkinen (McLaren-Mercedes)           | Ralf Schumacher (Williams-Supertec) | Mika Häkkinen (McLaren-Mercedes) | McLaren-Mercedes             |
| 14  | 26. September | Europa (Nürburg)             | 300,696      | Johnny Herbert (Stewart-Ford)              | Jarno Trulli (Prost-Peugeot)               | Rubens Barrichello (Stewart-Ford)          | Heinz-Harald Frentzen (Jordan-Mugen-Honda) | Mika Häkkinen (McLaren-Mercedes)    | Mika Häkkinen (McLaren-Mercedes) | McLaren-Mercedes             |
| 15  | 17. Oktober   | Malaysia (Sepang)            | 310,352      | Eddie Irvine (Ferrari)                     | Michael Schumacher (Ferrari)               | Mika Häkkinen (McLaren-Mercedes)           | Michael Schumacher (Ferrari)               | Michael Schumacher (Ferrari)        | Eddie Irvine (Ferrari)           | Ferrari                      |
| 16  | 31. Oktober   | Japan (Suzuka)               | 310,792      | Mika Häkkinen (McLaren-Mercedes)           | Michael Schumacher (Ferrari)               | Eddie Irvine (Ferrari)                     | Michael Schumacher (Ferrari)               | Michael Schumacher (Ferrari)        | Mika Häkkinen (McLaren-Mercedes) | Ferrari                      |

## Rennberichte

### Großer Preis von Australien
| Platz | Fahrer                | Team               | Zeit        |
| ----- | --------------------- | ------------------ | ----------- |
| 1     | Eddie Irvine          | Ferrari            | 1:35.01,659 |
| 2     | Heinz-Harald Frentzen | Jordan-Mugen-Honda | + 1,026     |
| 3     | Ralf Schumacher       | Williams-Supertec  | + 7,012     |
| 4     | Giancarlo Fisichella  | Benetton-Playlife  | + 33,418    |
| 5     | Rubens Barrichello    | Stewart-Ford       | + 54,679    |
| 6     | Pedro de la Rosa      | Arrows             | + 1:24,317  |

Der Große Preis von Australien auf dem Albert Park Circuit in Melbourne fand am 7. März 1999 über 57 Runden auf insgesamt 302,271 km statt.
Beim Saisonauftakt strauchelten die favorisierten McLaren-Piloten Mika Häkkinen und David Coulthard, die das Training dominiert hatten, sowie Michael Schumacher im Ferrari. Alle drei konnten keine WM-Punkte erringen. Stattdessen gelang Eddie Irvine, Ferraris Nummer zwei, nach einer souveränen Vorstellung sein Premierensieg vor dem nach seinem Wechsel zu Jordan wiedererstarkten Heinz-Harald Frentzen und Ralf Schumacher im Williams.
Was zu diesem Zeitpunkt noch niemand ahnte, war die Tatsache, dass die beiden Bestplatzierten auch im weiteren Saisonverlauf eine wesentliche Rolle in der Weltmeisterschaft übernehmen sollten. Die weiteren Plätze belegten nach einem von vielen Ausfällen geprägten Rennen Giancarlo Fisichella und Rubens Barrichello vor dem bereits in seinem ersten Rennen punktenden Pedro de la Rosa im kaum konkurrenzfähigen Arrows.

### Großer Preis von Brasilien
| Platz | Fahrer                | Team               | Zeit        |
| ----- | --------------------- | ------------------ | ----------- |
| 1     | Mika Häkkinen         | McLaren-Mercedes   | 1:36.03,785 |
| 2     | Michael Schumacher    | Ferrari            | + 4,925     |
| 3     | Heinz-Harald Frentzen | Jordan-Mugen-Honda | + 1 Runde   |
| 4     | Ralf Schumacher       | Williams-Supertec  | + 1 Runde   |
| 5     | Eddie Irvine          | Ferrari            | + 1 Runde   |
| 6     | Olivier Panis         | Prost-Peugeot      | + 1 Runde   |

Der Große Preis von Brasilien auf der Rennstrecke Interlagos in São Paulo fand am 11. April 1999 statt und ging über eine Distanz von 72 Runden über insgesamt 309,024 km.
Seine zweite Pole-Position des Jahres konnte Mika Häkkinen nun auch in einen Sieg ummünzen. Einzig Michael Schumacher im Ferrari konnte sein Tempo mitgehen. Der Drittplatzierte Frentzen blieb in der letzten Runde wegen Treibstoffmangels liegen und behielt nur aufgrund der Überrundungen der nachfolgenden Fahrer seinen dritten Platz.

### Großer Preis von San Marino
| Platz | Fahrer               | Team               | Zeit        |
| ----- | -------------------- | ------------------ | ----------- |
| 1     | Michael Schumacher   | Ferrari            | 1:33.44,792 |
| 2     | David Coulthard      | McLaren-Mercedes   | + 4,265     |
| 3     | Rubens Barrichello   | Stewart-Ford       | + 1 Runde   |
| 4     | Damon Hill           | Jordan-Mugen-Honda | + 1 Runde   |
| 5     | Giancarlo Fisichella | Benetton-Playlife  | + 1 Runde   |
| 6     | Jean Alesi           | Sauber-Petronas    | + 1 Runde   |

Der Große Preis von San Marino auf dem Autodromo Enzo e Dino Ferrari in Imola fand am 2. Mai 1999 statt und ging über eine Distanz von 62 Runden über insgesamt 305,660 km.
Nun war es Schumacher, der dank des Ungeschick eines Gegners als Erster auf dem Siegerpodest stand. Bereits in der 18. Runde musste Häkkinen nach einer Kollision mit der Mauer ausscheiden. Dank des Erfolgs spürte die Scuderia Ferrari auch bei der traditionell kritischen italienischen Presse wieder einen Aufwind.

### Großer Preis von Monaco
| Platz | Fahrer                | Team               | Zeit        |
| ----- | --------------------- | ------------------ | ----------- |
| 1     | Michael Schumacher    | Ferrari            | 1:49:31,812 |
| 2     | Eddie Irvine          | Ferrari            | + 30,476    |
| 3     | Mika Häkkinen         | McLaren-Mercedes   | + 37,483    |
| 4     | Heinz-Harald Frentzen | Jordan-Mugen-Honda | + 54,009    |
| 5     | Giancarlo Fisichella  | Benetton-Playlife  | + 1 Runde   |
| 6     | Alexander Wurz        | Benetton-Playlife  | + 1 Runde   |

Der Große Preis von Monaco in Monte Carlo fand am 16. Mai 1999 statt und ging über eine Distanz von 78 Runden auf insgesamt 262,626 km.
Trotz Pole-Position hatte es für Mika Häkkinen nicht zu einem Sieg gereicht. Denn bereits beim Start war Michael Schumacher an ihm und Eddie Irvine an David Coulthard vorbeigezogen. Als Irvine den durch eine Öllache irritierten Häkkinen zum Ende des Rennens ebenfalls überholen konnte, war der Doppelsieg perfekt. Häkkinen klagte nach dem Rennen über einen verstellten Frontflügel, der das Handling des Wagens und ihm somit das Kontern erschwert habe.
Nach dem letztlich ungefährdeten Doppelsieg der beiden Ferrari übernahm Schumacher die zwischenzeitliche Führung in der Gesamtwertung.

### Großer Preis von Spanien
| Platz | Fahrer             | Team              | Zeit        |
| ----- | ------------------ | ----------------- | ----------- |
| 1     | Mika Häkkinen      | McLaren-Mercedes  | 1:34.13,665 |
| 2     | David Coulthard    | McLaren-Mercedes  | + 6,238     |
| 3     | Michael Schumacher | Ferrari           | + 10,845    |
| 4     | Eddie Irvine       | Ferrari           | + 30,182    |
| 5     | Ralf Schumacher    | Williams-Supertec | + 1.27,208  |
| 6     | Jarno Trulli       | Prost-Peugeot     | + 1 Runde   |

Der Große Preis von Spanien auf dem Circuit de Catalunya in Barcelona fand am 30. Mai 1999 statt und ging über eine Distanz von 65 Runden über insgesamt 307,320 km.
Beim Grand Prix von Spanien schienen Häkkinen und Coulthard mit ihrem unangefochtenen Doppelsieg vor den beiden Ferrari-Piloten deren Ambitionen vorerst einen Dämpfer versetzt zu haben. Häkkinen hatte zuvor schon die Pole-Position errungen, die ihm den Grundstein für diesen Sieg erbrachte. Ferrari hoffte darauf, dass der dank seiner „weichen“ Reifen im Qualifikationstraining Zweitplatzierte Irvine Häkkinen hätte blockieren können, dies scheiterte jedoch am schlechten Start Irvines. Der leichtbetankte BAR-Honda von Jacques Villeneuve konnte sogar beide Ferrari überholen. Als dieser zum Nachtanken in die Boxengasse abbog, waren beide McLaren bereits enteilt, sodass sich Coulthard selbst das Überfahren der Boxenmarkierungen erlauben konnte und dennoch vor Schumacher blieb. Irvine gelang zwar noch die schnellste Rennrunde, über die Distanz waren jedoch die McLaren-Mercedes an diesem Rennwochenende nicht zu schlagen.

### Großer Preis von Kanada
| Platz | Fahrer               | Team              | Zeit        |
| ----- | -------------------- | ----------------- | ----------- |
| 1     | Mika Häkkinen        | McLaren-Mercedes  | 1:41.35,727 |
| 2     | Giancarlo Fisichella | Benetton-Playlife | + 0,781     |
| 3     | Eddie Irvine         | Ferrari           | + 1,769     |
| 4     | Ralf Schumacher      | Williams-Supertec | + 2,391     |
| 5     | Johnny Herbert       | Stewart-Ford      | + 2,804     |
| 6     | Pedro Diniz          | Sauber-Petronas   | + 3,710     |

Der Große Preis von Kanada auf dem Circuit Gilles-Villeneuve in Montréal fand am 13. Juni 1999 statt und ging über eine Distanz von 69 Runden über insgesamt 305,049 km.
Bei strahlendem Sonnenschein hatte es zunächst nicht den Anschein, dass es an diesem Renntag viele Ausfälle geben könnte. Doch die tückische Mauer eingangs der Zielgerade, die nach der vorangegangenen kurzen Schikane meist mit hohem Risiko angefahren wurde, um möglichst viel Schwung auf die Geraden mitzunehmen, erhielt einen neuen Spitznamen: „Wall of champions“. Nacheinander strandeten hier bis auf Mika Häkkinen alle anderen Formel-1-Weltmeister der früheren Jahre: Damon Hill (15. Runde), Michael Schumacher (30. Runde) und Jacques Villeneuve (35. Runde), dem damit sein Heimrennen gründlich verdorben wurde. Zuvor war bereits der ehemalige GT-Weltmeister und frühere Formel-3000-Meister Ricardo Zonta (3. Runde) dort in die Mauer geprallt. Häkkinen konnte dadurch den Grand Prix kontrolliert und unbedrängt nach Hause fahren. Damit vermochte Schumacher den Vorteil der zuvor erzielten Pole-Position nicht ausspielen. Die knappen Zeitabstände der Fahrer bei der Zieleinfahrt ergaben sich durch eine Safety-Car-Phase, die drei Runden vor Schluss durch einen Unfall von Frentzen ausgelöst wurde und bis zum Ende andauerte.

### Großer Preis von Frankreich
| Platz | Fahrer                | Team               | Zeit        |
| ----- | --------------------- | ------------------ | ----------- |
| 1     | Heinz-Harald Frentzen | Jordan-Mugen-Honda | 1:58.24,434 |
| 2     | Mika Häkkinen         | McLaren-Mercedes   | + 11,092    |
| 3     | Rubens Barrichello    | Stewart-Ford       | + 43,432    |
| 4     | Ralf Schumacher       | Williams-Supertec  | + 45,457    |
| 5     | Michael Schumacher    | Ferrari            | + 47,881    |
| 6     | Eddie Irvine          | Ferrari            | + 48,901    |

Der Große Preis von Frankreich auf dem Circuit de Nevers Magny-Cours bei Nevers fand am 27. Juni 1999 statt und ging über eine Distanz von 72 Runden (305,886 km).
Auf dem anspruchsvollen, aber von den Fahrern wegen der faden Umgebung wenig geliebten Kurs erlebten die Zuschauer unter sehr wechselhaften Bedingungen, wobei sich Sonne und Regen mehrmals abwechselten, ein unterhaltsames Rennen. Schon die Startaufstellung hatte für ungewöhnliche Verhältnisse gesorgt. Überraschend befand sich Barrichello mit seinem Stewart auf der Pole-Position, auf dem zweiten Startplatz stand Alesi auf Sauber. Erst an die 14. Stelle hatte das von Wetterkapriolen geprägte Training Häkkinen „gespült“.
Mit Frentzen gewann der Pilot, der seinen vollgetankten Monoposto am besten unter diesen schwierigen Bedingungen auf der Strecke halten konnte. Gegen seinen Willen war der Wagen beim einzigen Boxenstopp voll betankt worden. So sei das Fahrzeug in einigen Kurven kaum zu beherrschen gewesen, äußerte Frentzen nach dem Rennen. Als sich die Streckenverhältnisse erneut änderten, konnte er sich als Einziger einen zusätzlichen Stopp sparen und gehörte mit seinem Sieg zu den Titelaspiranten. Mika Häkkinen hatte eine eindrucksvolle Aufholjagd gestartet, musste aber einen zweiten Boxenstopp absolvieren und kam so als Zweiter ins Ziel.

### Großer Preis von Großbritannien
| Platz | Fahrer                | Team               | Zeit        |
| ----- | --------------------- | ------------------ | ----------- |
| 1     | David Coulthard       | McLaren-Mercedes   | 1:32:30,144 |
| 2     | Eddie Irvine          | Ferrari            | + 1,829     |
| 3     | Ralf Schumacher       | Williams-Supertec  | + 27,411    |
| 4     | Heinz-Harald Frentzen | Jordan-Mugen-Honda | + 27,789    |
| 5     | Damon Hill            | Jordan-Mugen-Honda | + 38,606    |
| 6     | Pedro Diniz           | Sauber-Petronas    | + 53,643    |

Der Große Preis von Großbritannien auf dem Silverstone Circuit in Silverstone fand am 11. Juli 1999 statt und ging über eine Distanz von 60 Runden (308,400 km).
Beim Start blieben Villeneuve und Zanardi stehen, weshalb die Rennleitung entschied, das Rennen abzubrechen. Schumacher versuchte auf der Anfahrt zur Stowe-Corner, Irvine zu überholen, und übersah die Roten Flaggen. Dann versagten jedoch bei mehr als 300 km/h die Bremsen, so dass der Ferrari trotz der großen Auslaufzone mit mehr als 100 km/h gegen die Reifenstapel prallte. Dabei wurde das Monocoque schwer beschädigt, Schumacher brach sich das rechte Schien- und Wadenbein.
Nach dem Neustart verlor Häkkinen nach einem Boxenstopp ein Hinterrad und gab aufgrund der Folgeschäden auf. Das Duell zwischen Coulthard und Irvine ging zugunsten Coulthards aus.

### Großer Preis von Österreich
| Platz | Fahrer                | Team               | Zeit        |
| ----- | --------------------- | ------------------ | ----------- |
| 1     | Eddie Irvine          | Ferrari            | 1:28:12,438 |
| 2     | David Coulthard       | McLaren-Mercedes   | + 0,313     |
| 3     | Mika Häkkinen         | McLaren-Mercedes   | + 22,282    |
| 4     | Heinz-Harald Frentzen | Jordan-Mugen-Honda | + 52,803    |
| 5     | Alexander Wurz        | Benetton-Playlife  | + 1:06,358  |
| 6     | Pedro Diniz           | Sauber-Petronas    | + 1:10,933  |

Der Große Preis von Österreich auf dem A1-Ring in Spielberg fand am 25. Juli 1999 statt und ging über eine Distanz von 71 Runden (306,649 km).
Das Rennen begann mit einem kleinen Skandal: Häkkinen und Coulthard starteten von den Positionen 1 und 2. In der zweiten Kurve versuchte Coulthard ein glückloses Überholmanöver, infolge dessen Häkkinen bis auf den letzten Platz zurückfiel. Er startete eine Aufholjagd bis auf Platz 3, jedoch konnte das McLaren-Team aufgrund einer falschen Taktik den Sieg von Irvine nicht verhindern.

### Großer Preis von Deutschland
| Platz | Fahrer                | Team               | Zeit        |
| ----- | --------------------- | ------------------ | ----------- |
| 1     | Eddie Irvine          | Ferrari            | 1:21:58,594 |
| 2     | Mika Salo             | Ferrari            | + 1,007     |
| 3     | Heinz-Harald Frentzen | Jordan-Mugen-Honda | + 5,195     |
| 4     | Ralf Schumacher       | Williams-Supertec  | + 12,809    |
| 5     | David Coulthard       | McLaren-Mercedes   | + 16,823    |
| 6     | Olivier Panis         | Prost-Peugeot      | + 29,879    |

Der Große Preis von Deutschland auf dem Hockenheimring in Hockenheim fand am 1. August 1999 statt und ging über eine Distanz von 45 Runden über insgesamt 307,035 km.
Auch in diesem Rennen blieb Häkkinen das Pech treu. Nach langer Führung im Rennen funktionierte die Tankanlage während des Boxenstopps nicht richtig und infolgedessen fiel er auf den vierten Platz zurück. Kurz nachdem er Frentzen überholt hatte, platzte bei ca. 300 km/h der linke Hinterreifen und dadurch auch der Heckflügel an seinem McLaren-Mercedes. Häkkinen überstand den daraus resultierenden schweren Unfall aber unverletzt. In den letzten Runden ließ Mika Salo per Stallorder seinen Teamkollegen Irvine vorbei, der dank dieses Sieges die WM-Führung wieder übernahm.

### Großer Preis von Ungarn
| Platz | Fahrer                | Team               | Zeit        |
| ----- | --------------------- | ------------------ | ----------- |
| 1     | Mika Häkkinen         | McLaren-Mercedes   | 1:46:23,536 |
| 2     | David Coulthard       | McLaren-Mercedes   | + 9,706     |
| 3     | Eddie Irvine          | Ferrari            | + 27,228    |
| 4     | Heinz-Harald Frentzen | Jordan-Mugen-Honda | + 31,815    |
| 5     | Rubens Barrichello    | Stewart-Ford       | + 43,308    |
| 6     | Damon Hill            | Jordan-Mugen-Honda | + 55,726    |

Der Große Preis von Ungarn auf dem Hungaroring in Budapest fand am 15. August 1999 statt und ging über eine Distanz von 77 Runden auf insgesamt 305,844 km.
Dieses Mal lief bei Häkkinen alles reibungslos und McLaren durfte sich wieder über einen Doppelsieg freuen.

### Großer Preis von Belgien
| Platz | Fahrer                | Team               | Zeit        |
| ----- | --------------------- | ------------------ | ----------- |
| 1     | David Coulthard       | McLaren-Mercedes   | 1:25:43,057 |
| 2     | Mika Häkkinen         | McLaren-Mercedes   | + 10,469    |
| 3     | Heinz-Harald Frentzen | Jordan-Mugen-Honda | + 33,433    |
| 4     | Eddie Irvine          | Ferrari            | + 43,281    |
| 5     | Ralf Schumacher       | Williams-Supertec  | + 48,067    |
| 6     | Damon Hill            | Jordan-Mugen-Honda | + 54,916    |

Der Große Preis von Belgien auf dem Rennkurs Spa-Francorchamps nahe Spa fand am 29. August 1999 statt und ging über eine Distanz von 44 Runden über 306,577 km.
Wie schon in Österreich gab es einen harten Kampf zwischen Pole-Setter Häkkinen und Coulthard am Start, wobei dieses Mal Coulthard die Oberhand behielt und das Rennen deutlich gewann. Häkkinen hoffte auf eine Stallorder des Teams, die allerdings ausblieb.

### Großer Preis von Italien
| Platz | Fahrer                | Team               | Zeit        |
| ----- | --------------------- | ------------------ | ----------- |
| 1     | Heinz-Harald Frentzen | Jordan-Mugen-Honda | 1:17:02,923 |
| 2     | Ralf Schumacher       | Williams-Supertec  | + 3,272     |
| 3     | Mika Salo             | Ferrari            | + 11,932    |
| 4     | Rubens Barrichello    | Stewart-Ford       | + 17,630    |
| 5     | David Coulthard       | McLaren-Mercedes   | + 18,142    |
| 6     | Eddie Irvine          | Ferrari            | + 27,402    |

Der Große Preis von Italien auf dem Autodromo Nazionale Monza in Monza fand am 12. September 1999 statt und ging über eine Distanz von 53 Runden (305,548 km).
Wie schon in Imola schied Häkkinen in Führung liegend aufgrund eines Fahrfehlers aus. Frentzen profitierte davon und durfte sich aufgrund des zweiten Saisonsieges ebenfalls Hoffnungen auf den Titel machen. Der zweite Platz von Ralf Schumacher machte den deutschen Doppelsieg perfekt und Mika Salo holte mit einem dritten Platz wieder Punkte.

### Großer Preis von Europa
| Platz | Fahrer             | Team              | Zeit        |
| ----- | ------------------ | ----------------- | ----------- |
| 1     | Johnny Herbert     | Stewart-Ford      | 1:41:54,314 |
| 2     | Jarno Trulli       | Prost-Peugeot     | + 22,618    |
| 3     | Rubens Barrichello | Stewart-Ford      | + 22,865    |
| 4     | Ralf Schumacher    | Williams-Supertec | + 39,507    |
| 5     | Mika Häkkinen      | McLaren-Mercedes  | + 1:02,950  |
| 6     | Marc Gené          | Minardi-Ford      | + 1:05,154  |

Der Große Preis von Europa auf dem Nürburgring fand am 26. September 1999 statt und ging über eine Distanz von 66 Runden über insgesamt 300,679 km.
Das Rennen wurde zu Beginn von einem schweren Unfall von Pedro Diniz überschattet. Im weiteren Verlauf kam es zu mehreren Führungswechseln, da sowohl Coulthard, Frentzen als auch Ralf Schumacher aufgrund von technischen Problemen entweder zurückfielen oder ausschieden, sodass am Ende Johnny Herbert der Sensationssieger war. Einen Aufreger gab es beim Boxenstopp von Eddie Irvine, als die Mechaniker nur drei neue Reifen bereitliegen hatten – Irvine verlor so mehr als 30 Sekunden. Da Häkkinen allerdings nach einer falschen Reifenwahl nur auf Platz fünf ins Ziel kam, konnte dieser kaum profitieren.

### Großer Preis von Malaysia
| Platz | Fahrer                | Team               | Zeit        |
| ----- | --------------------- | ------------------ | ----------- |
| 1     | Eddie Irvine          | Ferrari            | 1:36:38,494 |
| 2     | Michael Schumacher    | Ferrari            | + 1,040     |
| 3     | Mika Häkkinen         | McLaren-Mercedes   | + 9,743     |
| 4     | Johnny Herbert        | Stewart-Ford       | + 17,538    |
| 5     | Rubens Barrichello    | Stewart-Ford       | + 32,296    |
| 6     | Heinz-Harald Frentzen | Jordan-Mugen-Honda | + 34,884    |

Der Große Preis von Malaysia auf dem Sepang International Circuit in Kuala Lumpur fand am 17. Oktober 1999 statt und ging über eine Distanz von 56 Runden auf 310,352 km.
In diesem Rennen gab Michael Schumacher sein Comeback nach dem Beinbruch, musste Irvine aber den Sieg wegen der WM-Chancen des Iren überlassen. Nach dem Rennen wurden beide Ferrari wegen eines nicht dem Reglement entsprechenden Windabweisers disqualifiziert, Häkkinen war somit Weltmeister. Ferrari legte gegen diese Entscheidung Berufung ein, die Disqualifikation wurde am Grünen Tisch wieder zurückgezogen.

### Großer Preis von Japan
| Platz | Fahrer                | Team               | Zeit        |
| ----- | --------------------- | ------------------ | ----------- |
| 1     | Mika Häkkinen         | McLaren-Mercedes   | 1:31:18,785 |
| 2     | Michael Schumacher    | Ferrari            | + 5,015     |
| 3     | Eddie Irvine          | Ferrari            | + 1:35,680  |
| 4     | Heinz-Harald Frentzen | Jordan-Mugen-Honda | + 1:38,635  |
| 5     | Ralf Schumacher       | Williams-Supertec  | + 1:39,494  |
| 6     | Jean Alesi            | Sauber-Petronas    | + 1 Runde   |

Der Große Preis von Japan auf dem Suzuka International Racing Course nahe Suzuka fand am 31. Oktober 1999 statt und ging über eine Distanz von 53 Runden auf insgesamt 310,596 km.
Das Rennen in Suzuka versprach große Spannung: Irvine hatte 70, Häkkinen 66 Punkte. Obwohl Schumacher von der Pole startete, sicherte sich Häkkinen noch vor der ersten Kurve die Führung und gewann das Rennen souverän. Dadurch wurde er zum zweiten Mal nach 1998 Formel-1-Weltmeister. Ferrari verzichtete auf eine Stallorder, da auch im Falle der Punktgleichheit der Titel an Häkkinen gegangen wäre.

## Qualifying-/Rennduelle
Diese beiden Tabellen zeigen, welche Fahrer im jeweiligen Team die besseren Platzierungen im Qualifying bzw. im Rennen erreicht haben.
| Fahrer               | :                | Fahrer                |
| McLaren-Mercedes     | McLaren-Mercedes | McLaren-Mercedes      |
| -------------------- | ---------------- | --------------------- |
| Mika Häkkinen        | 13:3             | David Coulthard       |
| Ferrari              |                  |                       |
| Michael Schumacher   | 9:1              | Eddie Irvine          |
| Mika Salo            | 2:4              | Eddie Irvine          |
| Williams-Supertec    |                  |                       |
| Alessandro Zanardi   | 5:11             | Ralf Schumacher       |
| Jordan-Mugen-Honda   |                  |                       |
| Damon Hill           | 2:14             | Heinz-Harald Frentzen |
| Benetton-Playlife    |                  |                       |
| Giancarlo Fisichella | 13:3             | Alexander Wurz        |
| Sauber-Petronas      |                  |                       |
| Jean Alesi           | 12:4             | Pedro Diniz           |
| Arrows               |                  |                       |
| Pedro de la Rosa     | 8:8              | Toranosuke Takagi     |
| Stewart-Ford         |                  |                       |
| Rubens Barrichello   | 13:3             | Johnny Herbert        |
| Prost-Peugeot        |                  |                       |
| Olivier Panis        | 9:7              | Jarno Trulli          |
| Minardi-Ford         |                  |                       |
| Luca Badoer          | 9:6              | Marc Gené             |
| Stéphane Sarrazin    | 1:0              | Marc Gené             |
| BAR-Supertec         |                  |                       |
| Jacques Villeneuve   | 11:1             | Ricardo Zonta         |
| Jacques Villeneuve   | 3:0              | Mika Salo             |

| Fahrer               | :                | Fahrer                |
| McLaren-Mercedes     | McLaren-Mercedes | McLaren-Mercedes      |
| -------------------- | ---------------- | --------------------- |
| Mika Häkkinen        | 9:6              | David Coulthard       |
| Ferrari              |                  |                       |
| Michael Schumacher   | 6:4              | Eddie Irvine          |
| Mika Salo            | 1:5              | Eddie Irvine          |
| Williams-Supertec    |                  |                       |
| Alessandro Zanardi   | 3:12             | Ralf Schumacher       |
| Jordan-Mugen-Honda   |                  |                       |
| Damon Hill           | 3:12             | Heinz-Harald Frentzen |
| Benetton-Playlife    |                  |                       |
| Giancarlo Fisichella | 7:6              | Alexander Wurz        |
| Sauber-Petronas      |                  |                       |
| Jean Alesi           | 7:3              | Pedro Diniz           |
| Arrows               |                  |                       |
| Pedro de la Rosa     | 5:2              | Toranosuke Takagi     |
| Stewart-Ford         |                  |                       |
| Rubens Barrichello   | 8:6              | Johnny Herbert        |
| Prost-Peugeot        |                  |                       |
| Olivier Panis        | 3:8              | Jarno Trulli          |
| Minardi-Ford         |                  |                       |
| Luca Badoer          | 3:7              | Marc Gené             |
| Stéphane Sarrazin    | 0:1              | Marc Gené             |
| BAR-Supertec         |                  |                       |
| Jacques Villeneuve   | 3:4              | Ricardo Zonta         |
| Jacques Villeneuve   | 0:2              | Mika Salo             |

## Weltmeisterschaftswertungen

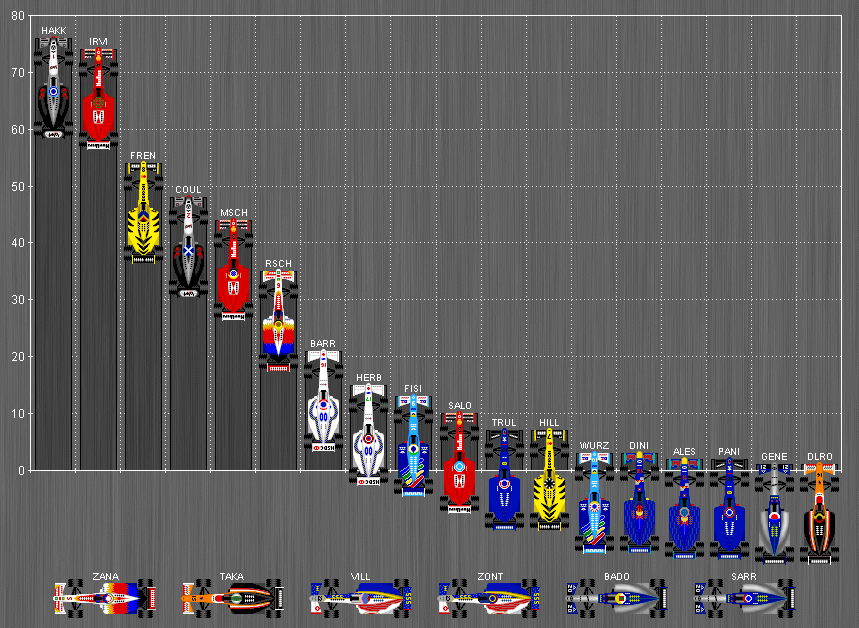
Fahrerwertung der Formel-1-Saison 1999

Weltmeister wird derjenige Fahrer bzw. Konstrukteur, der bis zum Saisonende die meisten Punkte in der Weltmeisterschaft angesammelt hat. Bei der Punkteverteilung werden die Platzierungen im Gesamtergebnis des jeweiligen Rennens aller Rennen berücksichtigt. Die sechs erstplatzierten Fahrer jedes Rennens erhalten Punkte nach folgendem Schema:
| Platz  | 1  | 2 | 3 | 4 | 5 | 6 |
| Punkte | 10 | 6 | 4 | 3 | 2 | 1 |

### Fahrerwertung
| Pos. | Fahrer         | Konstrukteur      |     |     |     |     |     |     |     |     |     |     |     |     |     |     |     |     | Punkte |
| 01   | M. Häkkinen    | McLaren-Mercedes  | DNF | 1   | DNF | 3   | 1   | 1   | 2   | DNF | 3   | DNF | 1   | 2   | DNF | 5   | 3   | 1   | 76     |
| 02   | E. Irvine      | Ferrari           | 1   | 5   | DNF | 2   | 4   | 3   | 6   | 2   | 1   | 1   | 3   | 4   | 6   | 7   | 1   | 3   | 74     |
| 03   | H. Frentzen    | Jordan-Mugen      | 2   | 3   | DNF | 4   | DNF | 11* | 1   | 4   | 4   | 3   | 4   | 3   | 1   | DNF | 6   | 4   | 54     |
| 04   | D. Coulthard   | McLaren-Mercedes  | DNF | DNF | 2   | DNF | 2   | 7   | DNF | 1   | 2   | 5   | 2   | 1   | 5   | DNF | DNF | DNF | 48     |
| 05   | M. Schumacher  | Ferrari           | 8   | 2   | 1   | 1   | 3   | DNF | 5   | DNF | INJ | INJ | INJ | INJ | INJ | INJ | 2   | 2   | 44     |
| 06   | R. Schumacher  | Williams-Supertec | 3   | 4   | DNF | DNF | 5   | 4   | 4   | 3   | DNF | 4   | 9   | 5   | 2   | 4   | DNF | 5   | 35     |
| 07   | R. Barrichello | Stewart-Ford      | 5   | DNF | 3   | 9*  | DSQ | DNF | 3   | 8   | DNF | DNF | 5   | 10  | 4   | 3   | 5   | 8   | 21     |
| 08   | J. Herbert     | Stewart-Ford      | DNS | DNF | 10* | DNF | DNF | 5   | DNF | 12  | 14  | 11* | 11  | DNF | DNF | 1   | 4   | 7   | 15     |
| 09   | G. Fisichella  | Benetton-Playlife | 4   | DNF | 5   | 5   | 9   | 2   | DNF | 7   | 12* | DNF | DNF | 11  | DNF | DNF | 11  | 14* | 13     |
| 10   | M. Salo        | BAR-Supertec      |     |     | 7   | DNF | 8   |     |     |     |     |     |     |     |     |     |     |     | 0      |
| 10   | M. Salo        | Ferrari           |     |     |     |     |     |     |     |     | 9   | 2   | 12  | 7   | 3   | DNF |     |     | 10     |
| 11   | J. Trulli      | Prost-Peugeot     | DNF | DNF | DNF | 7   | 6   | DNF | 7   | 9   | 7   | DNF | 8   | 12  | DNF | 2   | DNS | DNF | 7      |
| 12   | D. Hill        | Jordan-Mugen      | DNF | DNF | 4   | DNF | 7   | DNF | DNF | 5   | 8   | DNF | 6   | 6   | 10  | DNF | DNF | DNF | 7      |
| 13   | A. Wurz        | Benetton-Playlife | DNF | 7   | DNF | 6   | 10  | DNF | DNF | 10  | 5   | 7   | 7   | 14  | DNF | DNF | 8   | 10  | 3      |
| 14   | P. Diniz       | Sauber-Petronas   | DNF | DNF | DNF | DNF | DNF | 6   | DNF | 6   | 6   | DNF | DNF | DNF | DNF | DNF | DNF | 11  | 3      |
| 15   | J. Alesi       | Sauber-Petronas   | DNF | DNF | 6   | DNF | DNF | DNF | DNF | 14  | DNF | 8   | 16* | 9   | 9   | DNF | 7   | 6   | 2      |
| 16   | O. Panis       | Prost-Peugeot     | DNF | 6   | DNF | DNF | DNF | 9   | 8   | 13  | 10  | 6   | 10  | 13  | 11* | 9   | DNF | DNF | 2      |
| 17   | M. Gené        | Minardi-Ford      | DNF | 9   | 9   | DNF | DNF | 8   | DNF | 15  | 11  | 9   | 17  | 16  | DNF | 6   | 9   | DNF | 1      |
| 18   | P. de la Rosa  | Arrows            | 6   | DNF | DNF | DNF | 11  | DNF | 11  | DNF | DNF | DNF | 15  | DNF | DNF | DNF | DNF | 13  | 1      |
| 19   | A. Zanardi     | Williams-Supertec | DNF | DNF | 11* | 8   | DNF | DNF | DNF | 11  | DNF | DNF | DNF | 8   | 7   | DNF | 10  | DNF | 0      |
| 20   | T. Takagi      | Arrows            | 7   | 8   | DNF | DNF | 12  | DNF | DNF | 16  | DNF | DNF | DNF | DNF | DNF | DNF | DNF | DNF | 0      |
| 21   | J. Villeneuve  | BAR-Supertec      | DNF | DNF | DNF | DNF | DNF | DNF | DNF | DNF | DNF | DNF | DNF | 15  | 8   | 10* | DNF | 9   | 0      |
| 22   | R. Zonta       | BAR-Supertec      | DNF | DNS | INJ | INJ | INJ | DNF | 9   | DNF | 15* | DNF | 13  | DNF | DNF | 8   | DNF | 12  | 0      |
| 23   | L. Badoer      | Minardi-Ford      | DNF | INJ | 8   | DNF | DNF | 10  | 10  | DNF | 13  | 10  | 14  | DNF | DNF | DNF | DNF | DNF | 0      |
| —    | S. Sarrazin    | Minardi-Ford      |     | DNF |     |     |     |     |     |     |     |     |     |     |     |     |     |     | 0      |

| Legende  | Legende            | Legende                                                          |
| Farbe    | Abkürzung          | Bedeutung                                                        |
| -------- | ------------------ | ---------------------------------------------------------------- |
| Gold     | –                  | Sieg                                                             |
| Silber   | –                  | 2. Platz                                                         |
| Bronze   | –                  | 3. Platz                                                         |
| Grün     | –                  | Platzierung in den Punkten                                       |
| Blau     | –                  | Klassifiziert außerhalb der Punkteränge                          |
| Violett  | DNF                | Rennen nicht beendet (did not finish)                            |
| Violett  | NC                 | nicht klassifiziert (not classified)                             |
| Rot      | DNQ                | nicht qualifiziert (did not qualify)                             |
| Rot      | DNPQ               | in Vorqualifikation gescheitert (did not pre-qualify)            |
| Schwarz  | DSQ                | disqualifiziert (disqualified)                                   |
| Weiß     | DNS                | nicht am Start (did not start)                                   |
| Weiß     | WD                 | zurückgezogen (withdrawn)                                        |
| Hellblau | PO                 | nur am Training teilgenommen (practiced only)                    |
| Hellblau | TD                 | Freitags-Testfahrer (test driver)                                |
| ohne     | DNP                | nicht am Training teilgenommen (did not practice)                |
| ohne     | INJ                | verletzt oder krank (injured)                                    |
| ohne     | EX                 | ausgeschlossen (excluded)                                        |
| ohne     | DNA                | nicht erschienen (did not arrive)                                |
| ohne     | C                  | Rennen abgesagt (cancelled)                                      |
| ohne     | keine WM-Teilnahme |                                                                  |
| sonstige | P/fett             | Pole-Position                                                    |
| sonstige | 1/2/3/4/5/6/7/8    | Punktplatzierung im Sprint-/Qualifikationsrennen                 |
| sonstige | SR/kursiv          | Schnellste Rennrunde                                             |
| sonstige | *                  | nicht im Ziel, aufgrund der zurückgelegten Distanz aber gewertet |
| sonstige | ()                 | Streichresultate                                                 |
| sonstige | unterstrichen      | Führender in der Gesamtwertung                                   |

### Konstrukteurswertung

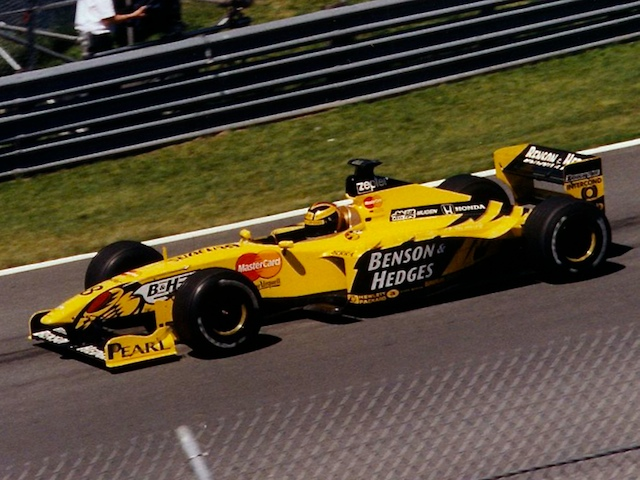
Jordan 199 Mugen-Honda von 1999

| Pos. | Konstrukteur      | Punkte |
| ---- | ----------------- | ------ |
| 1    | Ferrari           | 128    |
| 2    | McLaren-Mercedes  | 124    |
| 3    | Jordan-Mugen      | 61     |
| 4    | Stewart-Ford      | 36     |
| 5    | Williams-Supertec | 35     |
| 6    | Benetton-Playlife | 16     |

| Pos. | Konstrukteur    | Punkte |
| ---- | --------------- | ------ |
| 7    | Prost-Peugeot   | 9      |
| 8    | Sauber-Petronas | 5      |
| 9    | Arrows          | 1      |
| 10   | Minardi-Ford    | 1      |
| 11   | BAR-Supertec    | 0      |